# Pascual Ruotta

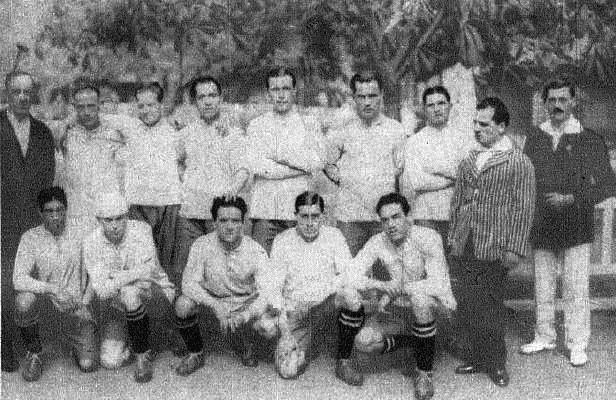
Ruotta (vordere Reihe, Dritter von links)

Pascual Ruotta (* in Uruguay) war ein uruguayischer Fußballspieler.

## Verein
Der Half eingesetzte Ruotta gehörte von 1916 bis 1928 dem Kader des Club Atlético Peñarol an. Er war auf seiner Position Nachfolger Jorge Pachecos. Zeitweise übernahm der Italiener Ruotta während seiner insgesamt zehn Jahre währenden Zugehörigkeit zur Ersten Mannschaft auch das Kapitänsamt von José Benincasa.
Beim montevideanischen Club wurde er in den Jahren 1918, 1921, und 1928 jeweils Uruguayischer Meister in der Primera División. Mindestens bei der ersten Meisterschaft bildete er dabei mit Harley und Juan Delgado das Mittelfeld hinter der Sturmreihe. Auch 1924 gewann er mit den Aurinegros während der Phase der Spaltung der Organisationsstruktur des uruguayischen Fußballs die von der Federación Uruguaya de Football (FUF) ausgespielte Parallel-Meisterschaft. Während Ruottas Vereinszugehörigkeit behielten die Aurinegros unter anderem auch 1923 bei der Copa Strausmann, der Copa Beisso, der Copa Chery-Medina und der Copa Pro Cárceles die Oberhand. In den Folgejahren gewann sein Verein ebenfalls zahlreiche weniger bedeutende Turniere, wie beispielsweise 1925 die Copa Florense, Copa Alem, Copa Círculo de Prensa oder die Copa José Massone. Im Jahr danach war man unter anderem bei der Copa Sisley und der Copa Imparcial siegreich. Auch die Copa Cristal de Roca, Copa Eintracht und die Copa Ricardo Pittaluga im Jahr 1927 oder die Copa Mirurgia 1928 zählten zu den Erfolgen des Vereins in diesen Jahren seiner Zugehörigkeit.

## Nationalmannschaft
Ruotta spielte zudem für die uruguayische A-Nationalmannschaft. Mit dieser nahm er an der Südamerikameisterschaft 1920 teil. Im Verlaufe des Turniers bestritt er drei Spiele. Uruguay gewann den Titel. Bereits 1919 zählte er auch bei der Copa Lipton, der Copa Newton, der Copa Club Círculo de La Prensa sowie bei der Copa Gran Premio de Honor Uruguayo zum uruguayischen Team. Insgesamt absolvierte er von seinem Debüt am 18. Juli 1919 bis zu seinem letzten Einsatz für die Celeste am 14. Juli 1927 13 Länderspiele. Dabei erzielte er zwei Treffer. Auch für das von der FUF gebildete Nationalteam bestritt er im Zeitraum vom 19. November 1922 bis 1. Mai 1925 fünf Länderspiele und erzielte zwei Treffer.

## Erfolge

### Nationalmannschaft
- Südamerikameister (1920)
- Copa Lipton (1919)
- Copa Newton (1919)
- Copa Gran Premio de Honor Uruguayo (1919)
- Copa Club Circulo de La Prensa (1919)

### Verein
- Uruguayischer Meister (1918, 1921, (1924), 1928)